# Barockpinto
Barok Pinto er en ny hesterace som er en krydsning mellem en frieser-hest og en pinto.
Dens stamfader er Bonte Nico, som er født i Holland i 1957. Bonte Nico´s ejer P.S.Hallinger havde en lang kamp for at få sin hingst kåret og godkendt. Dette lykkedes til alt held for ham da Bonte Nico var 9 år.
Kraftigt og ikke for langt hoved. En lille smule romernæse er typisk. Halsen er kraftig bemusklet, og har forholdsvis høj rejsning.
Kroppen skal være kvadratisk med et bredt bryst og en ikke for lang ryg. Krydset skal være afrundet og muskuløs, som hos frieseren.
Barock pintoen skal være stærk robust hest med udpræget smidighed. Hovene skal være kraftige og hårde. Bevægelsen skal være så man ser spændingen/svingene fra bagbenene. Høje knæløft er en selvfølge. den bliver normalt 165-170 i stang men kan blive 180 i stang.
Barock pintoen kan på grund af sin høje intelligens og venlige karakter overfor mennesker bruges i den høje skole. Den bliver mest brugt som ride og kørehest. Dens besiddelse af robust og sundhed gør at den klarer sig fint med blot et læskur.